# Corrèze
Corrèze là một tỉnh của Pháp, thuộc vùng hành chính Nouvelle-Aquitaine, tỉnh lỵ Tulle, bao gồm 3 quận với các quận lỵ còn lại là: Brive-la-Gaillarde, Ussel.